# Marie-Tempête
Pour les articles homonymes, voir Tempête (homonymie).
Marie-Tempête est une mini-série française en 2 épisodes de 90 minutes réalisée par Denis Malleval en 1999, d'après le roman de Janine Boissard sur un scénario de Gilles Gérardin. Mini-série qui fut diffusée pour la première fois le 21 octobre 2000 sur France 2 et qui fut disponible en double VHS en 2000.

## Synopsis
Deux marins sous ses ordres, deux enfants à élever. Un mari trop tôt disparu… Si Marie livre en mer ses plus dures batailles, c'est sur terre que la tempête va la rejoindre.

## Fiche technique
- Titre : Marie-Tempête
- Réalisation : Denis Malleval
- Scénario : Gilles Gérardin, d'après le roman de Janine Boissard
- Musique composée et dirigée par : Jean Musy
- Langues : Français
- Pays d'origine : France
- Format : Couleurs
- Genre : Drame
- Durée : 2x 90 minutes
- Date de diffusion : 21 octobre 2000 sur France 2

## Distribution
- Anne Jacquemin : Marie Delauney
- Jérôme Anger : Yann
- Emma Colberti : Madeleine
- Luc Thuillier : Loïc
- Stanislas Crevillén : Quentin Delauney
- Julia Maraval : Anaïs Delauney
- Nils Hugon : Maxime
- Bertrand Lacy : Jean-Yves
- Jean-Louis Foulquier : Abel
- Aymeric Demarigny : Noël
- Jérémie Covillault : Thibault
- Nadine Alari : Mamina
- Nicolas Marié : Le directeur de la banque
- Bertrand Désert : Le médecin